# Demografía de Barbados

Demografía de Barbados, dstos de la UNDAES, (2012); Número de habitantes en miles.

## Datos demográficos delCIA World Factbook

### Población
289.589 (julio de 2009 est.)

### Pirámide de población
0-14 años: 20,6% (hombres 28,813/mujeres 28,634)
15-64 años: 70,6% (hombres 96,590/mujeres 100,622)
65 años o más: 8,8% (hombres 9,432/mujeres 15,163) (2005 est.)

### Edad Media
Hombres: 32,99 años
Mujeres: 35,28 años
Total: 34,15 años (2005 est.)

### Tasa de crecimiento
0,33% (2005 est.)

### Natalidad
12,83 nacimientos por 1.000 habitantes (2005 est.)

### Mortalidad
9,17 muertes por 1.000 habitantes (2005 est.)

### Migración
-0,31 emigrantes por cada 1.000 habitantes (2005 est.)

### Relación de habitantes por sexo
Nacimiento: 1,01 hombres/mujer
-14 años: 1,01 hombres/mujer
15-64 años: 0,96 hombres/mujer
+65 años: 0,62 hombres/mujer
Total: 0,93 hombres/mujer (2005 est.)

### Mortalidad infantil
Hombres: 14,14 muertes/1.000 nacidos vivos
Mujeres: 10,83 muertes/1.000 nacidos vivos
Total: 12,5 muertes/1.000 nacidos vivos (2005 est.)

### Esperanza de vida en el nacimiento
Hombres: 69,46 años
Mujeres: 73,39 años
Total población: 71,41 años (2005 est.)

### Tasa de fertilidad
1,65 niños/mujer (2005 est.)

### VIH/SIDA
Incidencia en adultos: 1,5% (2003 est.)
Infectados VIH/SIDA: 2500 (2003 est.)
Muertes: menos de 200 (2003 est.)

### Nacionalidad
Nombre: Barbadense
Adjetivo: Barbadense

### Grupos étnicos
Negros: 90%
Blancos: 4%
Asiáticos y mestizos: 6%

### Religiones
Protestantes: 67%
Anglicanos: 40%
Pentecostales: 8%
Metodistas: 7%
Otros protestantes: 12%
Católicos: 4%
Otras religiones: 12%
Ninguna: 17%

### Lenguas
Inglés

### Alfabetización
Definición: personas de más de 15 años o más que han asistido a la escuela.
Total población: 97,4%
Hombres: 98%
Mujeres: 96,8% (1995 est.)